# Goldraub in Texas
Goldraub in Texas (Originaltitel: Hangman’s Knot)  ist ein US-amerikanischer Western aus dem Jahr 1952 von Roy Huggins mit Randolph Scott und Donna Reed in den Hauptrollen. Der Film wurde von der Producers-Actors Corporation mit Randolph Scott als Co-Produzent produziert.

## Handlung
Der Sezessionskrieg endet im Frühjahr 1865 mit der Kapitulation der Südstaaten. In Nevada befindet sich eine Gruppe konföderierter Soldaten, die in Zivilkleidung eine von Unionssoldaten eskortierte Goldlieferung angreifen. Das Gefecht fordert Verluste auf beiden Seiten. Von einem sterbenden Offizier der Union erfährt der Kommandant der Konföderierten, Major Matt Stewart, dass der Krieg schon vor einem Monat beendet wurde. Matt zweifelt am Wahrheitsgehalt und schafft das Gold zum Treffpunkt mit Captain Petersen, der als fahrender Händler die Umgegend beobachtet. Matt erkennt, dass Petersen vom Ende des Krieges wusste, den Überfall aber dennoch ausführen ließ. In seiner Wut tötet Matt Petersen.
Mit seinen Männern bespricht Matt, was mit dem erbeuteten Gold geschehen soll. Matt will es zum Wiederaufbau verwenden. Das Gold wird in einen Wagen geladen, auf dem sich auch die Männer verstecken, während Matt den Wagen fährt. Eine Gruppe auf der Verfolgung der Goldräuber hält den Wagen an, doch Matt kann sie in die Irre führen. Als die Maultiere bei einer Rast durchgehen, ist Matt gezwungen, eine Postkutsche anzuhalten. An Bord befinden sich die Krankenschwester Molly Hull und der Fleischhändler Lee Kemper. Matt übernimmt das Kommando, doch schon bald wird die Kutsche von einer Gruppe Gesetzloser, angeführt von Quincey, verfolgt. Die Gesetzlosen können einen von Matts Männern, Cass Browne, gefangen nehmen, der ihnen erzählt, wo das Gold ist. Matt erreicht inzwischen eine Wechselstation und nimmt die Passagiere sowie den Stationsleiter Plunkett und dessen Tochter Margaret Harris als Geiseln.
Kemper klagt Matt als Mörder der Wachsoldaten an, während Matt die wahren Umstände des Raubs und seine Ziele erklärt. Molly und Kemper bleiben skeptisch und Margaret, die im Krieg Ehemann und Sohn verloren hat, hasserfüllt. Die Gesetzlosen umstellen die Station. Matt gibt an, dass das Gold in der Nähe des Wagens versteckt sei. In der Nacht nimmt Matt seinen Geiseln das Versprechen ab, still zu sein, während er mit seinen Männern wegschleichen. Kemper bricht das Versprechen, so dass Matt und seine Leute wieder zurückkommen müssen. Er verhindert, dass Rolph Bainter Kemper tötet, lässt den Mann aber knebeln. Zudem kann er Cass, der aufgehängt zu werden droht, befreien. Am nächsten Tag wird Kemper zum Trinken entknebelt. Dabei bietet Kemper Matt im Austausch gegen zwei Goldbarren an, ihm eine Fluchtmöglichkeit zu sagen. Kemper übergibt ihm ein indianisches Medaillon von Paiute-Indianern, mit denen Kemper Geschäfte macht. Das Medaillon soll zu freiem Durchgang und frischen Pferden führen. Ein Unwetter, das sich im Anzug befindet, könne Matt und seinen Männern zudem Deckung geben. Matt willigt ein.
Während Quincey in der Nacht einen Tunnel in Richtung Station graben lässt, macht sich Rolph an Molly heran. Zwischen Rolph und dem wütenden Matt kommt es zu einer Schlägerei. Matt bittet danach Molly um Verzeihung, Rolph versucht, Matt zu erschießen. Der junge Jamie Groves schießt Rolph die Waffe aus der Hand. Als Rolph erneut zieht, wird er von Jamie erschossen. In diesem Moment erreichen Quincey und seine Männer einen Kellerraum. Cass verhindert, dass die Gesetzlosen durch die Falltür in die Station eindringen. Zornig will Quincey die Station nun niederbrennen und erschießt einen seiner Männer, der dagegen aufbewahrt. Als sich das Feuer durch das Dach frisst, bricht das Unwetter los. Panisch läuft Kemper ins Freie und wird erschossen. Cass schleicht sich heraus und will die Pferde der Gesetzlosen verjagen, doch er wird erwischt und ebenfalls erschossen. Matt und Jamie bereiten sich zur Flucht vor. Molly bittet Matt, das Gold nicht mitzunehmen. Das Unwetter verwirrt Quinceys Männer, die nun auf alles schießen, was sich bewegt, so auch aufeinander. Quincey glaubt, Matt habe mit dem Gold die Flucht ergriffen und reitet los, um ihn zu verfolgen.
Am nächsten Morgen hat sich das Wetter beruhigt. Die Gesetzlosen sind entweder tot oder fortgeritten. Matt und Jamie übergeben Plunkett das Gold und versprechen, zurückzukehren, sobald sie in ihre Heimat zurückgeschickt wurden.

## Hintergrund
Gedreht wurde der Film vom 14. April bis zum 3. Mai 1951 auf der Movie Ranch von Ray Corrigan im Simi Valley und in den Alabama Hills.
Frank A. Tuttle war für das Szenenbild zuständig. Yakima Canutt arbeitete als Regisseur der Second Unit.

## Synchronisation
| Rolle         | Schauspieler    | Deutscher Synchronsprecher |
| ------------- | --------------- | -------------------------- |
| Matt Stewart  | Randolph Scott  | Heinz Engelmann            |
| Molly Hull    | Donna Reed      | Rose-Marie Kirstein        |
| Cass Browne   | Frank Faylen    | Til Kiwe                   |
| Cpt. Petersen | Glenn Langan    | Manfred Schott             |
| Lee Kemper    | Richard Denning | Niels Clausnitzer          |
| Rolph Bainter | Lee Marvin      | Kurt E. Ludwig             |
| Quincey       | Ray Teal        | Otto Preuss                |
| Smitty        | Guinn Williams  | Willy Friedrichs           |
| Kutscher      | Post Park       | Hartmut Neugebauer         |

Anmerkung: Die kursiv geschriebenen Namen sind Rollen und Darsteller, die nicht im Abspann erwähnt wurden.

## Veröffentlichung
Die Premiere des Films fand am 15. November 1952 statt. In der Bundesrepublik Deutschland kam er am 8. Juli 1971 in die Kinos.

## Kritiken
Der Filmkritiken-Aggregator Rotten Tomatoes hat in einer Auswertung von über 1.000 User-Kritiken ein Publikumsergebnis von 48 Prozent positiver Bewertungen ermittelt.
Das Lexikon des internationalen Films schrieb: „Western mit einigen Härten; überzeugend motiviert und solide inszeniert.“
Die Filmzeitschrift Cinema befand: „Actionreicher Western mit trockenem Humor.“
A. H. Weiler von der The New York Times bezeichnete den Film als straffes und actionreiches Abenteuer. Dem Western werde eine attraktive, glaubwürdige und belehrende Bearbeitung zuteil.
Der Kritiker des TV Guide sah einen spannenden, gut gemachten Western mit einer guten Portion ironischen Humors.